# Phaegorista rubriventris
Phaegorista rubriventris är en fjärilsart som beskrevs av Aurivillius 1925. Phaegorista rubriventris ingår i släktet Phaegorista och familjen nattflyn. Inga underarter finns listade i Catalogue of Life.